# 팔란티어 테크놀로지스
팔란티어 테크놀로지스는 빅 데이터 분석 소프트웨어 플랫폼을 전문으로 하는 미국의 상장 회사이다. 콜로라도주 덴버에 본사가 있으며, 2003년 피터 틸, Nathan Gettings, Joe Lonsdale, Stephen Cohen와 알렉스 카프가 설립했다. 사명은 소설 반지의 제왕에 나오는 천리안 수정구슬 이름에서 가져왔다.
팔란티어 고담, 팔란티어 아폴로 및 팔란티어 파운드리 세 가지 프로젝트로 유명하다.

## 제품

### 팔란티어 고담
팔란티어 고담은 미국 정보공동체(USIC) 및 미국 국방부의 대테러 분석가가 사용하고 있다. 2009년부터 2015년까지 운영된 전 미국 연방 기관 Recovery Accountability and Transparency Board의 사기 수사관, 2003년부터 2012년까지 운영된 캐나다 민관 벤처 Information Warfare Monitor의 사이버 분석가들도 사용했다.
2008년에 출시된 Palantir Gotham은 Palantir의 방위 및 정보 제공 제품이다. 이는 Palantir가 미국 정보 커뮤니티에서 오랫동안 수행해 온 작업을 발전시킨 것이며, 정보 및 방위 기관에서 사용한다. 이 소프트웨어는 무엇보다도 경고, 지리공간 분석 및 예측을 지원한다. 사용자는 Gotham을 사용하여 여러 유형의 정보를 분석할 수 있다. Palantir의 온라인 데모는 이 소프트웨어를 사용하여 적의 군대 이동을 추적하는 방법을 보여준다. 외국 고객으로는 우크라이나군이 사용하고 있다. Palantir Gotham은 또한 예측 경찰 시스템으로 사용되었으며, 이로 인해 AI 분석에서 인종 차별에 대한 논란이 있었다.

### 팔란티어 아폴로
팔란티어 아폴로는 모든 환경에서 지속적인 배포 및 배포를 위한 운영 체제이다. 팔란티어 SaaS는 미 국방부에서 IL5(Mission Critical National Security Systems)에 대해 승인한 5가지 제품 중 하나이다.
Palantir Apollo는 Palantir Gotham과 Foundry를 관리하고 배포하는 지속적인 배포 시스템이다. Apollo는 고객이 인프라의 일부로 여러 퍼블릭 및 프라이빗 클라우드 플랫폼을 사용해야 한다는 필요성에서 구축되었다. Apollo는 마이크로 서비스 아키텍처를 사용하여 Foundry 및 Gotham 플랫폼의 구성 및 소프트웨어에 대한 업데이트를 조율한다. 이 제품은 Palantir의 비즈니스 모델을 컨설팅 회사와 유사하게 고객을 위한 맞춤형 솔루션을 개발하는 것에서 벗어나 서비스로서 소프트웨어를 제공하는 방향으로 이끌었다.

### 팔란티어 파운드리
팔란티어 파운드리는 모건 스탠리, Merck KGaA, Airbus, Wejo, Lilium 및 Fiat Chrysler Automobiles NV와 같은 기업 고객이 사용하고 있다.
Palantir Foundry는 상업 및 시민 정부 부문에서 사용하도록 제공되는 소프트웨어 플랫폼이다.